# I. liga 1977-1978
L'edizione 1977/78 del campionato cecoslovacco di calcio vide la vittoria finale del Zbrojovka Brno, che conquista il suo primo e unico titolo.
Capocannoniere del torneo fu Karel Kroupa dello Zbrojovka Brno con 20 reti.

## Classifica finale
|    | Classifica                        | G  | V  | N  | P  | GF | GS | DR  | Pti |
| -- | --------------------------------- | -- | -- | -- | -- | -- | -- | --- | --- |
| 1  | Zbrojovka Brno                    | 30 | 18 | 7  | 5  | 64 | 25 | +29 | 43  |
| 2  | Dukla Praga                       | 30 | 19 | 3  | 8  | 73 | 33 | +40 | 41  |
| 3  | Lokomotíva Košice                 | 30 | 17 | 5  | 8  | 53 | 34 | +19 | 39  |
| 4  | Slavia Praga                      | 30 | 11 | 12 | 7  | 39 | 37 | +2  | 34  |
| 5  | Sklo Union Teplice                | 30 | 11 | 11 | 8  | 28 | 34 | -6  | 33  |
| 6  | Bohemians ČKD Praga               | 30 | 12 | 8  | 10 | 36 | 32 | +4  | 32  |
| 7  | Tatran Prešov                     | 30 | 11 | 8  | 11 | 45 | 40 | +5  | 30  |
| 8  | Slovan CHZJD Bratislava           | 30 | 11 | 7  | 12 | 53 | 46 | +7  | 29  |
| 9  | Spartak TAZ Trnava                | 30 | 8  | 12 | 10 | 26 | 31 | -5  | 28  |
| 10 | Baník Ostrava OKD                 | 30 | 11 | 6  | 13 | 35 | 41 | -6  | 28  |
| 11 | Jednota Trenčín                   | 30 | 13 | 2  | 15 | 39 | 46 | -7  | 28  |
| 12 | Škoda Plzeň                       | 30 | 12 | 2  | 16 | 29 | 42 | -13 | 26  |
| 13 | Dukla B.B.                        | 30 | 9  | 8  | 13 | 32 | 46 | -14 | 26  |
| 14 | Sparta ČKD Praga                  | 30 | 9  | 7  | 14 | 29 | 49 | -20 | 25  |
| 15 | Internacionál Slovnaft Bratislava | 30 | 6  | 10 | 14 | 30 | 46 | -16 | 22  |
| 16 | ZVL Žilina                        | 30 | 5  | 6  | 19 | 29 | 58 | -29 | 16  |

## Verdetti
- Zbrojovka Brno Campione di Cecoslovacchia 1977/78.
- Zbrojovka Brno ammessa alla Coppa dei Campioni 1978-1979.
- Dukla Praga e Lokomotíva Košice ammesse alla Coppa UEFA 1978-1979.
- TJ ZVL Žilina retrocesso.